# Communauté de communes du Pays du Cheylard
La communauté de communes du Pays du Cheylard est une ancienne communauté de communes française, située dans le département de l'Ardèche. Elle a été créée le 23 décembre 2002 et dissoute le 30 décembre 2013.
Depuis le 31 décembre 2013, une nouvelle intercommunalité est née de la fusion de la fusion de la communauté de communes du Pays du Cheylard, de la communauté de communes des Boutières et de la communauté de communes du Haut Vivarais, elle porte le nom de communauté de communes Val'Eyrieux.

## Objectifs
La finalité de cette communauté de communes est d'aménager le territoire de manière cohérente. Ce regroupement vise à privilégier le développement économique des communes et à mettre en place des équipements pour les familles et la jeunesse. Mais la communauté œuvre également pour promouvoir le Tourisme avec notamment la base nautique Eyrium installée au Cheylard ou encore différents équipement sportifs comme des parcours de santé et autres sentiers. De plus, la communauté de communes participe à l'assainissement et à la distribution de l'eau ainsi qu'au développement de la culture et du savoir, particulièrement au Cheylard, une Arche des Métiers a été construite. Elle apporte beaucoup d'informations sur les savoir-faire et les connaissances de la région des Boutières. 

## Composition
Cette communauté était composée de 14 communes, soit près de 17 326 hectares de terrain et environ 6723 habitants en 2006 (source INSEE).
| Nom                           | Code Insee | Gentilé             | Superficie (km2) | Population (dernière pop. légale) | Densité (hab./km2) |
| ----------------------------- | ---------- | ------------------- | ---------------- | --------------------------------- | ------------------ |
| Le Cheylard (siège)           | 07064      | Cheylarois          | 13,45            | 3 037 (2014)                      | 226                |
| Accons                        | 07001      | Acconnais           | 9,87             | 395 (2014)                        | 40                 |
| Le Chambon                    | 07049      | Chambonnais         | 10,52            | 43 (2014)                         | 4,1                |
| Dornas                        | 07082      |                     | 17,63            | 222 (2014)                        | 13                 |
| Jaunac                        | 07108      | Jaunassiens         | 3,92             | 137 (2014)                        | 35                 |
| Mariac                        | 07150      | Mariacois           | 16,39            | 612 (2014)                        | 37                 |
| Nonières                      | 07165      | Noniérois           | 9,34             | 216 (2014)                        | 23                 |
| Saint-Andéol-de-Fourchades    | 07209      |                     | 16,47            | 57 (2014)                         | 3,5                |
| Saint-Barthélemy-le-Meil      | 07215      | Saint-Barthélémiens | 7,35             | 197 (2014)                        | 27                 |
| Saint-Christol                | 07220      | Christolais         | 14,63            | 101 (2014)                        | 6,9                |
| Saint-Cierge-sous-le-Cheylard | 07222      | Saint-Ciergeois     | 5,99             | 198 (2014)                        | 33                 |
| Saint-Genest-Lachamp          | 07239      |                     | 23,09            | 97 (2014)                         | 4,2                |
| Saint-Julien-Labrousse        | 07256      | Labroussois         | 16,47            | 344 (2014)                        | 21                 |
| Saint-Michel-d'Aurance        | 07276      | Saint-Michelois     | 8,14             | 275 (2014)                        | 34                 |

## Compétences
Extrait de la dernière modification des statuts de la Communauté de communes datant du 14 octobre 2008 : 
(Vu le Code Général des Collectivités Territoriales,
Vu les statuts initiaux de la Communauté de Communes du Pays du Cheylard (arrêté préfectoral no  2002-357-8 du 23/12/2002),
Vu les arrêtés préfectoraux du 1er avril 2004, 5 janvier 2005 et du 19 septembre 2006,
Considérant l’intérêt de modifier les statuts de la Communauté de Communes du Pays du Cheylard dans le but de développer les projets communautaires.)
1. Aménagement de l'espace communautaire
- Élaboration, approbation, suivi et révision du schéma de cohérence territoriale (SCOT)
- Zones d'aménagement concerté d'intérêt communautaire
- Organisation de transport collectif d'intérêt communautaire
- Étude de désenclavement routier et aérien
- Participation au suivi du C.D.R.A. et du C.D.G.
- Accompagnement de la réflexion sur le monde agricole et rural
- Études en faveur de la gestion  de l'espace agricole, de loisirs (pêche, chasse, activités de pleine nature, etc.), forestier.
- Études en faveur de la création de structures collectives de transformations des produits agricoles

2. Actions de développement économique intéressant l'ensemble de la communauté de communes
- Création, extension et gestion des nouvelles zones d'activités industrielles, commerciale et artisanale.
- Promotion, prospection et études de faisabilité  pour l'implantation d'activités industrielles, commerciales, artisanales et touristiques.
- Partenariat avec l'OT du Pays du Cheylard par voie de convention pour la promotion et  l'animation de la politique touristique.
- Perception de la taxe de séjour.
- Études de faisabilité d'un hameau touristique sur le site de Catalau (commune des Nonières) dans le cadre du concept des Hameaux du Massif central.

3. Politique du logement et du cadre de vie
- Création et gestion du logement social d'Intérêt Communautaire
- Élaboration et mise en œuvre des programmes locaux d'habitat (P.L.H.) et d'opérations programmées d'amélioration de l'Habitat (O.P.A.H).

4. Actions sociales d'intérêt communautaire
- Appui à la structure d'accueil liée à la petite enfance (Association Familiale et rurale, A.F.R)
- Gestion d'un centre de loisirs intercommunal avec mise en place d'un contrat éducatif local et d'un contrat temps libre (Garderie d'enfants des Nonières).

5. Création, aménagement et entretien de la voirie d'intérêt communautaire
- Création, aménagement et entretien de la voirie des zones d'activités d'intérêt communautaire.
- Gestion de la voirie intercommunale de

6. Protection et mise en valeur du cadre de vie
- Aménagement autour du plan d'eau des Collanges
- Production et distribution d'eau potable
- Assainissement collectif
- Mise en place du contrôle obligatoire d'assainissement non collectif
- Mise en place de Zones de Développement de l'Eolien (Z.D.E)
- Débroussaillage, balisage et mobilier des  chemins de randonnées
- Maîtrise de l'énergie
- Mise en valeur touristique du C.F.D

7. Construction, Aménagement, entretien et gestion des équipements sportifs d'intérêt communautaire
- Construction, entretien et fonctionnement de nouveaux équipements sportifs
- Entretien et fonctionnement des équipements sportifs définis par l'intérêt communautaire
- Entretien et fonctionnement d'Eyrium
- Aide aux associations sportives définies par l'intérêt communautaire
- Mise en place d'un Fonds d'intervention communautaire (F.I.C) pour l'aide aux manifestations culturelles et sportives

8. Culture
- Construction, entretien et fonctionnement des nouveaux équipements culturels hors salles des fêtes et salles polyvalentes
- Entretien et fonctionnement des équipements culturels existants définis par l'intérêt communautaire
- Mise en place d'une politique :
  - de soutien à l'éducation et à la formation culturelle
  - de développement des actions d'animations culturelles à travers la coordination des animations locales, à l'exception des fêtes de villages et de quartiers
  - de mise en valeur du patrimoine historique, archéologique, rural et industriel

## Sources
- Base Nationale de l'Intercommunalité
- Splaf
- Base aspic